# Comocladia ehrenbergii
Comocladia ehrenbergii är en sumakväxtart som beskrevs av Adolf Engler. Comocladia ehrenbergii ingår i släktet Comocladia och familjen sumakväxter. Inga underarter finns listade i Catalogue of Life.